# دیر هاربور (واشینگتن)
دیر هاربور (به انگلیسی: Deer Harbor) یک منطقهٔ مسکونی در ایالات متحده آمریکا است که در شهرستان سن خوان، واشینگتن واقع شده‌است.